# ZIL-4105
Der ZIL-4105, oft als ‚Bronekapsula‘ bezeichnet, ist ein sowjetisches beziehungsweise russisches gepanzertes Fahrzeug der Oberklasse mit einer Limousinenkarosserie. Die gepanzerte Modifikation dieses Fahrzeugs wurde auf dem Fahrgestell des ZIL-4104 im Lichatschow-Werk hergestellt.

## Modellgeschichte
Nach dem Tod von Stalin wurden gepanzerte Fahrzeuge vernachlässigt, nicht mehr entwickelt und von der Partei- und Staatsführung nicht mehr genutzt. Chruschtschow unterstrich seine eher demokratische Einstellung, indem er Fahrzeuge in Phaeton-Form bevorzugte. Die Notwendigkeit von gepanzerten Fahrzeugen für Staatsführer wurde erst nach dem erfolglosen Attentat auf das Leben von Leonid Breschnew am 22. Januar 1969 erkannt, bei dem der Fahrer des ZIL-111, I. E. Zharkov, tödliche Verletzungen erlitt.
Die geplante Abnahme der ersten experimentellen Fahrzeuge war für den 19. Dezember 1982 anlässlich des Geburtstags von Breschnew vorgesehen, wurde jedoch wegen seines Todes verschoben. In den Jahren 1983 bis 1985 unterzogen sich die Fahrzeuge einer Reihe von Feuertests, darunter Schüsse aus einem SVD-Gewehr sowie Sprengungen von Granaten unter dem Kraftstofftank und auf dem Dach. Zusätzlich wurden Vergleichstests mit einem Modell eines Konkurrenzunternehmens in Bezug auf Größe und Verwendungszweck durchgeführt, dem gepanzerten Cadillac Fleetwood von O’Gara Hess & Eisenhardt. Die Tests zeigten, dass die von den sowjetischen Entwicklern gestellten Anforderungen erfolgreich erfüllt wurden und der Schutz des ZIL-4105 den amerikanischen Konkurrenten übertraf.

## Merkmale und Modifikationen
Der ZIL-4105 existierte in drei verschiedenen Modifikationen, die sich äußerlich voneinander unterschieden: ZIL-4105 (ähnlich dem ZIL-4104), ZIL-41051 (ähnlich dem ZIL-41045) und ZIL-41052 (ähnlich dem ZIL-41047). Die Panzerungsdicke variierte zwischen 4 und 10 mm. Die Dicke der durchschusssicheren Glasfenster betrug für die Frontscheibe 43 mm und für die Seiten- und Heckscheiben 47 mm.
Mehrschichtige, selbstabdichtende, durchschusshemmende und brandschutzsichere Kraftstofftanks wurden in den experimentellen Produktionsstätten des Lehr- und Forschungsinstituts für Stahl entwickelt und hergestellt. Das Leergewicht des Fahrzeugs variierte je nach Verwendungszweck und installierter Ausrüstung zwischen 5160 und 5225 kg. Das Fahrzeug verfügte über zwei leistungsstarke Innenraumheizungen sowie eine Klimaanlage. Insgesamt wurden 14 solcher Limousinen produziert, wobei bei sechs von ihnen die Panzerkapseln ausgemusterter Fahrzeuge wiederverwendet wurden:
- Limousine mit speziellem Karosserieschutz (1988–2002)
- ZIL-41053 – Limousine, gepanzert von der Firma Trasco aus Bremen, 2 Exemplare (1992)